# El tesorero (historieta)
El tesorero es una historieta de la serie Mortadelo y Filemón creada por el historietista español Francisco Ibáñez. Se publicó el 8 de abril de 2015.

## Argumento
Se descubre que alguien ha vaciado la tesorería del Partido Papilar. El Súper encarga a Mortadelo y Filemón seguir al supuesto criminal para averiguar dónde ha ido el dinero desaparecido y quiénes han sido sus cómplices. A este tipo le gusta hacer la peineta con el dedo y es sospechoso de haber robado todo el dinero del que disponen mandamases del Gobierno, tales como el ministro del Peculio, Mamerto Rojoy, y Demetria Costipal.

## Trayectoria editorial
Se publicó en formato álbum completo, el nº 167 de la colección "Magos del Humor", en abril de 2015. Publicitándose como el número 200 de la serie, pese a tratarse realmente del 201, la historieta tuvo una gran e inesperada repercusión mediática, lo que se materializó con un nivel de ventas inusual, llegándose a agotar los 10.000 primeros ejemplares en el primer día.

## Inspiración
El tesorero al que deben vigilar los agentes es una caricatura de Luis Bárcenas, tesorero del Partido Popular que se vio envuelto en el 2013 en un sonado caso de corrupción política, el caso Bárcenas.

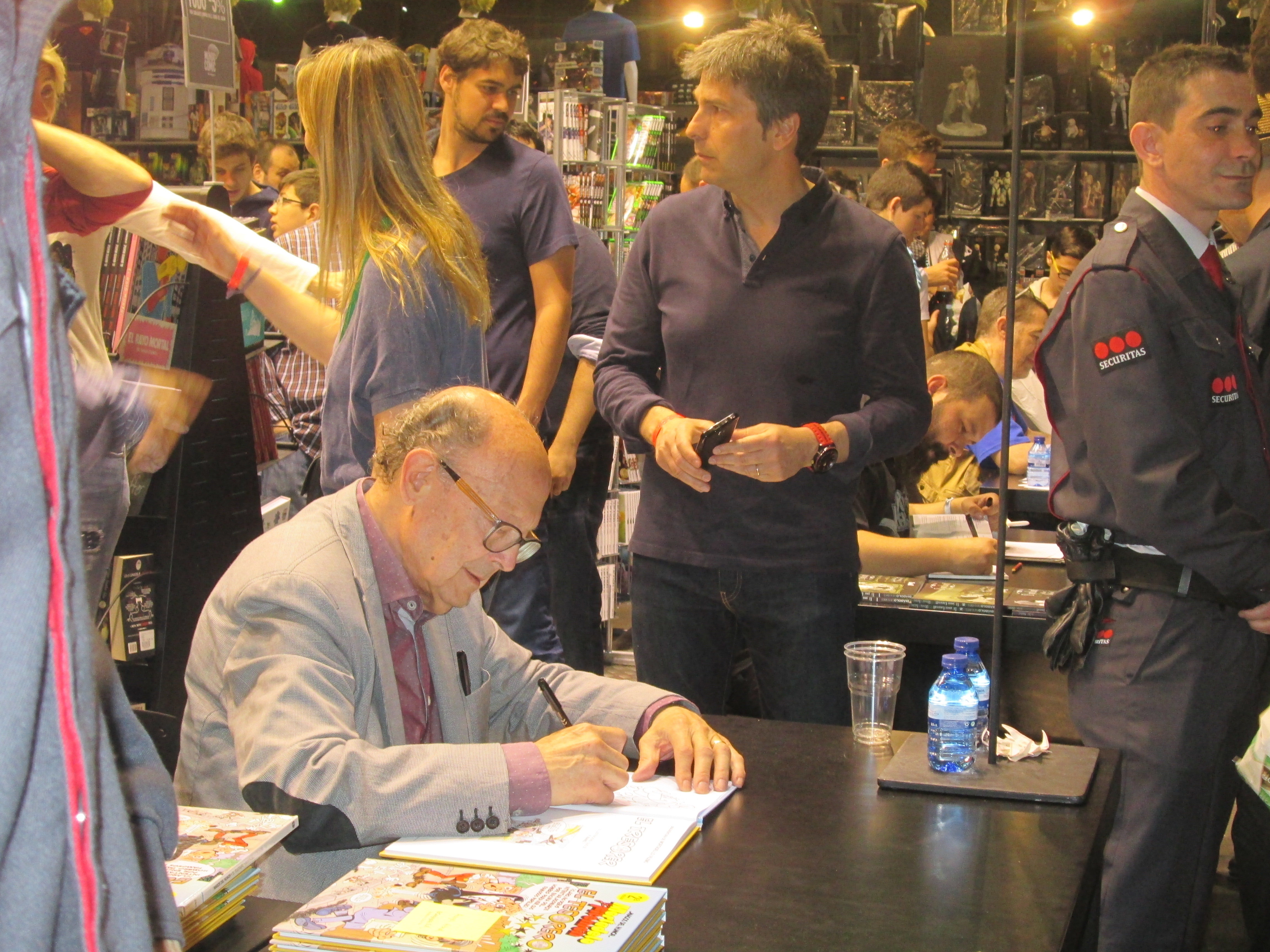
Firma de ejemplares en la edición del 2015 del Salón Internacional del Cómic de Barcelona.